# 2098
Cette page concerne l'année 2098  du calendrier grégorien.
L'année 2098 est une année commune qui commence un mercredi.
C'est la 2098e année de notre ère, la 98e année du IIIe millénaire et du XXIe siècle et la 9e année de la décennie 2090-2099.

## Autres calendriers
- Calendrier hébraïque : 5858 / 5859
- Calendrier indien : 2019 / 2020
- Calendrier musulman : 1518 / 1519
- Calendrier persan : 1476 / 1477

## Événements prévisibles
- L'astéroïde 2010 ST3 a une probabilité, faible mais non-nulle, de frapper la Terre cette année-là[1].

## 2098 dans la fiction
- Le roman d'anticipation El salario del gigante, de José Ardillo, se déroule en l'an 2098, dans un monde où la rareté de l'eau douce et la destruction désinvolte des biens naturels ont mené l'humanité à être gouvernée par un strict écofascisme.